# Cantone di Joinville
Il Cantone di Joinville è una divisione amministrativa dell'Arrondissement di Saint-Dizier.
A seguito della riforma approvata con decreto del 17 febbraio 2014, che ha avuto attuazione dopo le elezioni dipartimentali del 2015, è passato da 15 a 38 comuni.

## Composizione
I 15 comuni facenti parte prima della riforma del 2014 erano:
- Autigny-le-Grand
- Autigny-le-Petit
- Blécourt
- Chatonrupt-Sommermont
- Curel
- Ferrière-et-Lafolie
- Fronville
- Guindrecourt-aux-Ormes
- Joinville
- Mathons
- Nomécourt
- Rupt
- Suzannecourt
- Thonnance-lès-Joinville
- Vecqueville

Dal 2015 i comuni appartenenti al cantone sono i seguenti 38:
- Ambonville
- Arnancourt
- Autigny-le-Grand
- Autigny-le-Petit
- Baudrecourt
- Beurville
- Blécourt
- Blumeray
- Bouzancourt
- Brachay
- Charmes-en-l'Angle
- Charmes-la-Grande
- Chatonrupt-Sommermont
- Cirey-sur-Blaise
- Courcelles-sur-Blaise
- Dommartin-le-Saint-Père
- Donjeux
- Doulevant-le-Château
- Ferrière-et-Lafolie
- Flammerécourt
- Fronville
- Gudmont-Villiers
- Guindrecourt-aux-Ormes
- Joinville
- Leschères-sur-le-Blaiseron
- Mathons
- Mertrud
- Mussey-sur-Marne
- Nomécourt
- Nully
- Rouvroy-sur-Marne
- Rupt
- Saint-Urbain-Maconcourt
- Suzannecourt
- Thonnance-lès-Joinville
- Trémilly
- Vaux-sur-Saint-Urbain
- Vecqueville